# Leopoldo Torricelli
Leopoldo Torricelli (Torí, 2 de novembre de 1893 – Torí, 18 de novembre de 1930) va ser un ciclista italià que va ser professional entre 1912 i 1929.
Bon rodador, els seus principals èxits foren la victòria a la Volta a Llombardia de 1916, i una etapa al Giro d'Itàlia de 1920. El triomf al Volta a Llombardia es produí gràcies al fet que s'aprofità de la caiguda del seu company d'escapada, Alfredo Sivocci, en l'últim kilòmetre, arribant d'aquesta manera en solitari a la línia d'arribada.
Els darrers anys de la seva carrera esportiva els dedicà a la pista, on guanyà sis campionats d'Itàlia de migfons entre el 1924 i el 1929. A banda, el 1924 fou tercer al mundial de la mateixa especialitat.

## Palmarès en carretera
- 1912
  - 1r a la Gènova-Ventimiglia
- 1913
  - 1r a la Copa Casalegno
  - 1r al Giro de les dues Províncies-Marciana di Cascina
- 1916
  - 1r a la Volta a Llombardia
- 1919
  - 1r a la Copa Savona
  - 1r a la Susa-Mont Cenis
- 1920
  - Vencedor d'una etapa del Giro d'Itàlia

### Resultats al Giro d'Itàlia
- Giro d'Itàlia 1913. 6è de la classificació general
- Giro d'Itàlia 1920. Abandona. Vencedor d'una etapa

## Palmarès en pista
- 1924
  -  Campió d'Itàlia en pista de mig fons
  - 3r al Campionat del Món de mig fons
- 1925
  -  Campió d'Itàlia en pista de mig fons
- 1926
  -  Campió d'Itàlia en pista de mig fons
- 1927
  -  Campió d'Itàlia en pista de mig fons
- 1928
  -  Campió d'Itàlia en pista de mig fons
- 1929
  -  Campió d'Itàlia en pista de mig fons